# Discografia de Alok
A discografia de Alok, um disc jockey (DJ) e produtor musical brasileiro, é composta por sete coletâneas musicais, e setenta e três singles.
Depois de ter assinado contrato com a gravadora holandesa Spinnin' Records, a música "Hear Me Now" foi lançada em 21 de outubro de 2016. A música foi uma parceria de Alok com Bruno Martini e Zeeba, ela alcançou a oitava posição na parada na Noruega e décimo primeiro na Suécia, além de debutar na vigésima posição na parada da Billboard Dance/Electronic Songs dos Estados Unidos e recebeu certificação de 3x disco de platina pela Federazione Industria Musicale Italiana (FIMI).

## Álbuns

### Álbuns de compilação
| Título                         | Detalhes                                                                                          |
| ------------------------------ | ------------------------------------------------------------------------------------------------- |
| Colcci: Party All the Time     | - Lançamento: 15 de agosto de 2016 - Gravadora: House Mag Records - Formato: CD, download digital |
| Controversia by Alok, vol. 001 | - Lançamento: 26 de março de 2021 - Gravadora: Controversia - Formato: Download digital           |
| Controversia by Alok, vol. 002 | - Lançamento: 18 de junho de 2021 - Gravadora: Controversia - Formato: Download digital           |
| Controversia by Alok, vol. 003 | - Lançamento: 24 de setembro de 2021 - Gravadora: Controversia - Formato: Download digital        |
| Controversia by Alok, vol. 004 | - Lançamento: 17 de dezembro de 2021 - Gravadora: Controversia - Formato: Download digital        |
| Controversia by Alok, vol. 005 | - Lançamento: 25 de março de 2022 - Gravadora: Controversia - Formato: Download digital           |
| Controversia by Alok, vol. 006 | - Lançamento: 24 de junho de 2022 - Gravadora: Controversia - Formato: Download digital           |

### Extended plays(EP)
| Título                              | Detalhes                                                                                    |
| ----------------------------------- | ------------------------------------------------------------------------------------------- |
| Alok Presents Brazilian Bass Part 1 | - Lançamento: 21 de julho de 2017 - Gravadora: Spinnin' - Formato: Download digital         |
| Deeper                              | - Lançamento: 11 de fevereiro de 2022 - Gravadora: Controversia - Formato: Download digital |

## Singles

### Como artista principal
| Canção                                                                                             | Ano  | Melhores posições | Melhores posições | Melhores posições | Melhores posições | Melhores posições | Melhores posições | Melhores posições | Melhores posições | Melhores posições | Melhores posições | Melhores posições | Certificações                                               | Álbum                                       |
| Canção                                                                                             | Ano  | BRA               | ALE               | AUT               | DIN               | FIN               | FRA               | HOL               | NOR               | SUI               | SUE               | USA Dance         | Certificações                                               | Álbum                                       |
| -------------------------------------------------------------------------------------------------- | ---- | ----------------- | ----------------- | ----------------- | ----------------- | ----------------- | ----------------- | ----------------- | ----------------- | ----------------- | ----------------- | ----------------- | ----------------------------------------------------------- | ------------------------------------------- |
| "Superstition"                                                                                     | 2012 | —                 | —                 | —                 | —                 | —                 | —                 | —                 | —                 | —                 | —                 | —                 |                                                             | Não incluso em álbum                        |
| "We Need Hip Hop"                                                                                  | 2012 | —                 | —                 | —                 | —                 | —                 | —                 | —                 | —                 | —                 | —                 | —                 |                                                             | Não incluso em álbum                        |
| "São Paulo" (com participação de Yuri)                                                             | 2012 | —                 | —                 | —                 | —                 | —                 | —                 | —                 | —                 | —                 | —                 | —                 |                                                             | Não incluso em álbum                        |
| "Put Some Sax On"                                                                                  | 2013 | —                 | —                 | —                 | —                 | —                 | —                 | —                 | —                 | —                 | —                 | —                 |                                                             | Não incluso em álbum                        |
| "Arabe"                                                                                            | 2013 | —                 | —                 | —                 | —                 | —                 | —                 | —                 | —                 | —                 | —                 | —                 |                                                             | Não incluso em álbum                        |
| "Higher"                                                                                           | 2014 | —                 | —                 | —                 | —                 | —                 | —                 | —                 | —                 | —                 | —                 | —                 |                                                             | Não incluso em álbum                        |
| "Naughty People" (com participação de Yves Paquet)                                                 | 2014 | —                 | —                 | —                 | —                 | —                 | —                 | —                 | —                 | —                 | —                 | —                 |                                                             | Não incluso em álbum                        |
| "I Know You Feel It"                                                                               | 2014 | —                 | —                 | —                 | —                 | —                 | —                 | —                 | —                 | —                 | —                 | —                 |                                                             | Não incluso em álbum                        |
| "House Hop"                                                                                        | 2014 | —                 | —                 | —                 | —                 | —                 | —                 | —                 | —                 | —                 | —                 | —                 |                                                             | Não incluso em álbum                        |
| "Play My Game"                                                                                     | 2014 | —                 | —                 | —                 | —                 | —                 | —                 | —                 | —                 | —                 | —                 | —                 |                                                             | Não incluso em álbum                        |
| "Enjoy the Silence" (com Gabe)                                                                     | 2014 | —                 | —                 | —                 | —                 | —                 | —                 | —                 | —                 | —                 | —                 | —                 |                                                             | Não incluso em álbum                        |
| "The Future"                                                                                       | 2015 | —                 | —                 | —                 | —                 | —                 | —                 | —                 | —                 | —                 | —                 | —                 |                                                             | Não incluso em álbum                        |
| "Winter Sunset" (com Dazzo com participação de Ellie Ka)                                           | 2015 | —                 | —                 | —                 | —                 | —                 | —                 | —                 | —                 | —                 | —                 | —                 |                                                             | Não incluso em álbum                        |
| "Who Gives" (com Shapeless)                                                                        | 2015 | —                 | —                 | —                 | —                 | —                 | —                 | —                 | —                 | —                 | —                 | —                 |                                                             | Não incluso em álbum                        |
| "Yawanawa"                                                                                         | 2015 | —                 | —                 | —                 | —                 | —                 | —                 | —                 | —                 | —                 | —                 | —                 |                                                             | Não incluso em álbum                        |
| "Feels Good" (com Diego Miranda)                                                                   | 2015 | —                 | —                 | —                 | —                 | —                 | —                 | —                 | —                 | —                 | —                 | —                 |                                                             | Não incluso em álbum                        |
| "Freedom in the Valley" (com Dressel, Daavar & Zeppeliin)                                          | 2015 | —                 | —                 | —                 | —                 | —                 | —                 | —                 | —                 | —                 | —                 | —                 |                                                             | Não incluso em álbum                        |
| "Liquid Blue" (com Dazzo)                                                                          | 2016 | —                 | —                 | —                 | —                 | —                 | —                 | —                 | —                 | —                 | —                 | —                 |                                                             | Não incluso em álbum                        |
| "I Need the Bass" (com Sevenn)                                                                     | 2016 | —                 | —                 | —                 | —                 | —                 | —                 | —                 | —                 | —                 | —                 | —                 |                                                             | Não incluso em álbum                        |
| "Mix Forever"                                                                                      | 2016 | —                 | —                 | —                 | —                 | —                 | —                 | —                 | —                 | —                 | —                 | —                 |                                                             | Não incluso em álbum                        |
| "Addiction" (com Nytron)                                                                           | 2016 | —                 | —                 | —                 | —                 | —                 | —                 | —                 | —                 | —                 | —                 | —                 |                                                             | Não incluso em álbum                        |
| "That's My Way (Alok Remix)" (Edi Rock com participação de Seu Jorge)                              | 2016 | —                 | —                 | —                 | —                 | —                 | —                 | —                 | —                 | —                 | —                 | —                 |                                                             | Não incluso em álbum                        |
| "Me & You" (com participação de Iro)                                                               | 2016 | —                 | —                 | —                 | —                 | —                 | —                 | —                 | —                 | —                 | —                 | —                 |                                                             | XOXO (Music from the Netflix Original Film) |
| "Byob" (com Sevenn)                                                                                | 2016 | —                 | —                 | —                 | —                 | —                 | —                 | —                 | —                 | —                 | —                 | —                 |                                                             | Não incluso em álbum                        |
| "Bolum Back" (com Liu)                                                                             | 2016 | —                 | —                 | —                 | —                 | —                 | —                 | —                 | —                 | —                 | —                 | —                 |                                                             | Não incluso em álbum                        |
| "Do It" (com Dazzo com participação de Barja)                                                      | 2016 | —                 | —                 | —                 | —                 | —                 | —                 | —                 | —                 | —                 | —                 | —                 |                                                             | Não incluso em álbum                        |
| "All I Want" (com Liu com participação de Stonefox)                                                | 2016 | —                 | —                 | —                 | —                 | —                 | —                 | —                 | —                 | —                 | —                 | —                 |                                                             | Não incluso em álbum                        |
| "Hear Me Now" (com Bruno Martini e Zeeba)                                                          | 2016 | 54                | 50                | 40                | 40                | 14                | 17                | 57                | 8                 | 41                | 11                | 20                | - : Ouro - : 3x Platina - : Ouro - : 3x Platina - : Platina | Não incluso em álbum                        |
| "Sirene" (com Cat Dealers)                                                                         | 2017 | —                 | —                 | —                 | —                 | —                 | —                 | —                 | —                 | —                 | —                 | —                 |                                                             | Não incluso em álbum                        |
| "Fuego" (com Bhaskar)                                                                              | 2017 | —                 | —                 | —                 | —                 | —                 | 173               | —                 | —                 | —                 | —                 | —                 |                                                             | Não incluso em álbum                        |
| "Never Let Me Go" (com Bruno Matini e Zeeba)                                                       | 2017 | 87                | —                 | —                 | —                 | —                 | —                 | —                 | —                 | —                 | —                 | —                 | - : Diamante                                                | Não incluso em álbum                        |
| "VillaMix (Suave)" (com Matheus & Kauan)                                                           | 2017 | —                 | —                 | —                 | —                 | —                 | —                 | —                 | —                 | —                 | —                 | —                 | - : 2x Platina                                              | Não incluso em álbum                        |
| "Love Is a Temple" (com participação de Iro)                                                       | 2017 | —                 | —                 | —                 | —                 | —                 | —                 | —                 | —                 | —                 | —                 | —                 |                                                             | Não incluso em álbum                        |
| "This City" (com Bhaskar com participação de Stonefox)                                             | 2017 | —                 | —                 | —                 | —                 | —                 | —                 | —                 | —                 | —                 | —                 | —                 |                                                             | Alok Presents Brazilian Bass Part 1         |
| "Alien Technology" (com Hi-Lo)                                                                     | 2017 | —                 | —                 | —                 | —                 | —                 | —                 | —                 | —                 | —                 | —                 | —                 |                                                             | Não incluso em álbum                        |
| "Big Jet Plane" (com Mathieu Koss)                                                                 | 2017 | 76                | —                 | —                 | —                 | —                 | —                 | —                 | —                 | —                 | —                 | —                 | - : Diamante                                                | Não incluso em álbum                        |
| "Ocean" (com Zeeba e Iro)                                                                          | 2018 | 81                | —                 | —                 | —                 | —                 | —                 | —                 | —                 | —                 | —                 | —                 | - : 2x Diamante                                             | Não incluso em álbum                        |
| "Bella Ciao" (com Bhaskar, Jetlag Music com participação de André Sarate)                          | 2018 | —                 | —                 | —                 | —                 | —                 | —                 | —                 | —                 | —                 | —                 | —                 |                                                             | Não incluso em álbum                        |
| "Toda La Noche" (com Mario Bautista)                                                               | 2018 | —                 | —                 | —                 | —                 | —                 | —                 | —                 | —                 | —                 | —                 | —                 |                                                             | Não incluso em álbum                        |
| "Baianá" (com Barbatuques e Foreign)                                                               | 2018 | —                 | —                 | —                 | —                 | —                 | —                 | —                 | —                 | —                 | —                 | —                 |                                                             | Não incluso em álbum                        |
| "I Miss U" (com Selva)                                                                             | 2018 | —                 | —                 | —                 | —                 | —                 | —                 | —                 | —                 | —                 | —                 | —                 | - : 2x Platina                                              | Não incluso em álbum                        |
| "United" (com Armin van Buuren e Vini Vici com participação de Zafrir)                             | 2018 | —                 | —                 | —                 | —                 | —                 | —                 | —                 | —                 | —                 | —                 | —                 |                                                             | A State of Trance, Ibiza 2018               |
| "Favela" (com Ina Wroldsen)                                                                        | 2018 | —                 | —                 | —                 | —                 | —                 | —                 | —                 | 28                | —                 | —                 | —                 |                                                             | Não incluso em álbum                        |
| "Innocent" (com Yves V com participação de Gavin James)                                            | 2018 | —                 | —                 | —                 | —                 | —                 | —                 | —                 | —                 | —                 | —                 | —                 |                                                             | Não incluso em álbum                        |
| "Próximo Amor" (com Luan Santana)                                                                  | 2018 | 57                | —                 | —                 | —                 | —                 | —                 | —                 | —                 | —                 | —                 | —                 | - : Platina                                                 | Não incluso em álbum                        |
| "Pray" (com Conor Maynard)                                                                         | 2018 | —                 | —                 | —                 | —                 | —                 | —                 | —                 | —                 | —                 | —                 | —                 | - : Platina                                                 | Não incluso em álbum                        |
| "Epitáfio" (com Titãs)                                                                             | 2018 | —                 | —                 | —                 | —                 | —                 | —                 | —                 | —                 | —                 | —                 | —                 |                                                             | Não incluso em álbum                        |
| "Metaphor" (com Timmy Trumpet)                                                                     | 2019 | —                 | —                 | —                 | —                 | —                 | —                 | —                 | —                 | —                 | —                 | —                 | - : Ouro                                                    | Não incluso em álbum                        |
| "All the Lies" (com Felix Jaehn com participação de The Vamps)                                     | 2019 | —                 | —                 | —                 | —                 | —                 | —                 | —                 | —                 | —                 | —                 | —                 | - : Diamante                                                | Não incluso em álbum                        |
| "Do It Again" (com Steve Aoki)                                                                     | 2019 | —                 | —                 | —                 | —                 | —                 | —                 | —                 | —                 | —                 | —                 | —                 |                                                             | Neon Future IV                              |
| "E Depois (Que Sorte a Minha)" (com Seu Jorge e BiD)                                               | 2019 | —                 | —                 | —                 | —                 | —                 | —                 | —                 | —                 | —                 | —                 | —                 |                                                             | Não incluso em álbum                        |
| "Party Never Ends" (com Quintino)                                                                  | 2019 | —                 | —                 | —                 | —                 | —                 | —                 | —                 | —                 | —                 | —                 | —                 |                                                             | Bright Nights                               |
| "The Wall" (com Sevenn)                                                                            | 2019 | —                 | —                 | —                 | —                 | —                 | —                 | —                 | —                 | —                 | —                 | —                 |                                                             | Não incluso em álbum                        |
| "Tell Me Why" (com Harrison)                                                                       | 2019 | —                 | —                 | —                 | —                 | —                 | —                 | —                 | —                 | —                 | —                 | —                 | - : Platina                                                 | Não incluso em álbum                        |
| "Vale Vale" (com Zafrir)                                                                           | 2019 | —                 | —                 | —                 | —                 | —                 | —                 | —                 | —                 | —                 | —                 | —                 |                                                             | Não incluso em álbum                        |
| "Table for 2" (com Iro)                                                                            | 2019 | —                 | —                 | —                 | —                 | —                 | —                 | —                 | —                 | —                 | —                 | —                 |                                                             | Não incluso em álbum                        |
| "Killed by the City" (com Bhaskar)                                                                 | 2019 | —                 | —                 | —                 | —                 | —                 | —                 | —                 | —                 | —                 | —                 | —                 | - : Ouro                                                    | Não incluso em álbum                        |
| "I Don't Wanna Talk" (com Hugel com participação de Amber Van Day)                                 | 2019 | —                 | —                 | —                 | —                 | —                 | —                 | —                 | —                 | —                 | —                 | —                 | - : Ouro                                                    | Não incluso em álbum                        |
| "On & On" (com Dynoro)                                                                             | 2019 | —                 | —                 | —                 | —                 | —                 | —                 | —                 | —                 | —                 | —                 | —                 | - : Diamante                                                | Não incluso em álbum                        |
| "Vou Para o Alvo" (com Padre Reginaldo Manzotti)                                                   | 2020 | —                 | —                 | —                 | —                 | —                 | —                 | —                 | —                 | —                 | —                 | —                 |                                                             | É Tempo de Inovar                           |
| "The Book is on the Table" (com JØRD e DJ MP4)                                                     | 2020 | —                 | —                 | —                 | —                 | —                 | —                 | —                 | —                 | —                 | —                 | —                 |                                                             | Não incluso em álbum                        |
| "Free My Mind" (com Rooftime e Dubdogz)                                                            | 2020 | —                 | —                 | —                 | —                 | —                 | —                 | —                 | —                 | —                 | —                 | —                 | - : Platina                                                 | Não incluso em álbum                        |
| "Symphonia" (com Sevenn)                                                                           | 2020 | —                 | —                 | —                 | —                 | —                 | —                 | —                 | —                 | —                 | —                 | —                 |                                                             | Não incluso em álbum                        |
| "Hear Me Tonight" (com THRDL!FE)                                                                   | 2020 | —                 | —                 | —                 | —                 | —                 | —                 | —                 | —                 | —                 | —                 | —                 | - : Platina                                                 | Não incluso em álbum                        |
| "Te Boté" (com Axel Cooper e Stefy De Cicco)                                                       | 2020 | —                 | —                 | —                 | —                 | —                 | —                 | —                 | —                 | —                 | —                 | —                 | - : Ouro                                                    | Não incluso em álbum                        |
| "Don't Cry for Me" (com Martin Jensen e Jason Derulo)                                              | 2020 | 51                | —                 | —                 | —                 | —                 | —                 | —                 | —                 | 90                | 91                | —                 | - : 2x Platina                                              | Não incluso em álbum                        |
| "Let Me Go" (com Kshmr e Mkla)                                                                     | 2020 | —                 | —                 | —                 | —                 | —                 | —                 | —                 | —                 | —                 | —                 | —                 | - : Ouro                                                    | Não incluso em álbum                        |
| "Party On My Own" (com Vintage Culture com participação de Faulhaber)                              | 2020 | —                 | —                 | —                 | —                 | —                 | —                 | —                 | —                 | —                 | —                 | —                 | - : 2x Platina                                              | Não incluso em álbum                        |
| "Alive (It Feels Like)"                                                                            | 2020 | 74                | —                 | —                 | —                 | —                 | —                 | —                 | —                 | —                 | —                 | —                 | - : Diamante                                                | Não incluso em álbum                        |
| "Ilusão (Cracolândia)" (com MC Hariel e MC Ryan SP com participação de MC Davi e Salvador da Rima) | 2020 | —                 | —                 | —                 | —                 | —                 | —                 | —                 | —                 | —                 | —                 | —                 |                                                             | Não incluso em álbum                        |
| "Don't Say Goodbye" (com Ilkay Sencan com participação de Tove Lo)                                 | 2020 | —                 | —                 | —                 | —                 | —                 | —                 | —                 | —                 | —                 | —                 | —                 |                                                             | Não incluso em álbum                        |
| "Liberdade (Quando o Grave Bate Forte)" (com MC Don Juan e DJ GBR)                                 | 2020 | 92                | —                 | —                 | —                 | —                 | —                 | —                 | —                 | —                 | —                 | —                 |                                                             | Não incluso em álbum                        |
| "Rapture" (com Daniel Blume)                                                                       | 2021 | —                 | —                 | —                 | —                 | —                 | —                 | —                 | —                 | —                 | —                 | —                 | - : Ouro                                                    | Não incluso em álbum                        |
| "Kids on Whizz" (com Everyone You Know)                                                            | 2021 | —                 | —                 | —                 | —                 | —                 | —                 | —                 | —                 | —                 | —                 | —                 |                                                             | Não incluso em álbum                        |
| "Love Again" (com VIZE com participação de Alida)                                                  | 2021 | —                 | 43                | 50                | —                 | —                 | —                 | —                 | —                 | 95                | —                 | —                 | - : Ouro                                                    | Não incluso em álbum                        |
| "TU" (com Matheus & Kauan)                                                                         | 2021 | —                 | —                 | —                 | —                 | —                 | —                 | —                 | —                 | —                 | —                 | —                 |                                                             | Não incluso em álbum                        |
| "It Don't Matter" (com Sofi Tukker e Inna)                                                         | 2021 | 48                | —                 | —                 | —                 | —                 | —                 | —                 | —                 | —                 | —                 | 27                |                                                             | Não incluso em álbum                        |
| "My Head (Can't Get You Out)" (com Glimmer of Bloom)                                               | 2021 | 36                | —                 | —                 | —                 | —                 | —                 | —                 | —                 | —                 | —                 | —                 |                                                             | Não incluso em álbum                        |
| "In My Mind" (com participação de John Legend)                                                     | 2021 | 68                | —                 | —                 | —                 | —                 | —                 | —                 | —                 | —                 | —                 | —                 |                                                             | Não incluso em álbum                        |
| "Wherever You Go" (com participação de John Martin)                                                | 2021 | 24                | —                 | —                 | —                 | —                 | —                 | —                 | —                 | —                 | —                 | —                 |                                                             | Não incluso em álbum                        |
| "Meu Amor" (com participação de Ixã)                                                               | 2022 | 67                | —                 | —                 | —                 | —                 | —                 | —                 | —                 | —                 | —                 | —                 |                                                             | Não incluso em álbum                        |
| "Run Into Trouble" (com participação de Bastille)                                                  | 2022 | 30                | —                 | —                 | —                 | —                 | —                 | —                 | —                 | —                 | —                 | 29                |                                                             | Não incluso em álbum                        |
| "Deep Down" (com Ella Eyre e Kenny Dope com participação de Never Dull)                            | 2022 | 58                | —                 | —                 | —                 | —                 | 96                | —                 | 28                | —                 | —                 | 32                |                                                             | Não incluso em álbum                        |
| "—" denota singles que não entraram nas paradas ou não foram lançados no local.                    |      |                   |                   |                   |                   |                   |                   |                   |                   |                   |                   |                   |                                                             |                                             |

### Como artista convidado
| Canção                                                               | Ano  | Melhores posições | Álbum                |
| Canção                                                               | Ano  | BRA               | Álbum                |
| -------------------------------------------------------------------- | ---- | ----------------- | -------------------- |
| "Paga de Solteiro Feliz" (Simone & Simaria com participação de Alok) | 2018 | 12                | Não incluso em álbum |

## Trabalhos de produção e remixes
| Canção                                | Ano  | Artista                                 | Álbum                                        |
| ------------------------------------- | ---- | --------------------------------------- | -------------------------------------------- |
| "Snoop Sings"                         | 2011 | Alok & Icy Sasaki                       | Não incluso em álbum                         |
| "Let Me Explain You" (Original Mix)   | 2011 | Alok                                    | Mexico 70                                    |
| "Dark Beat"                           | 2011 | Alok                                    | Não incluso em álbum                         |
| "Puro Êxtase"                         | 2011 | Alok & Icy Sasaki                       | Não incluso em álbum                         |
| "Put Some Saxo On" (Original Mix)     | 2011 | Alok                                    | Não incluso em álbum                         |
| "Luzern"                              | 2011 | Khainz & Alok                           | Não incluso em álbum                         |
| "Sexy Bass Line" (Original Mix)       | 2012 | Alok                                    | Não incluso em álbum                         |
| "Luzern" (Original Mix)               | 2012 | Khainz & Alok                           | Não incluso em álbum                         |
| "New Techno Design"                   | 2012 | Alok                                    | Não incluso em álbum                         |
| "HouStep"                             | 2012 | Alok vs. Simple Jack & Icy Sasaki       | Não incluso em álbum                         |
| "We Are Underground"                  | 2013 | Alok                                    | Não incluso em álbum                         |
| "Better Than This"                    | 2013 | Icy Sasaki & Alok                       | Não incluso em álbum                         |
| "My Love Is" (Alok Remix)             | 2013 | Luthier & Bruce Leroys part. Ellie Ka   | Não incluso em álbum                         |
| "Breakdown" (Original Mix)            | 2014 | Alok                                    | Tableaux Parisiens - UN                      |
| "Rocker" (Alter Ego)                  | 2014 | Alok                                    | Não incluso em álbum                         |
| "Disco Shit" (Alok Remix)             | 2014 | Avrosse                                 | Bryan Kearney Presents This Is Kearnage 01   |
| "Freedom"                             | 2014 | Gabe & Alok                             | Não incluso em álbum                         |
| "Jagger's Gangstar" (Alok Remix)      | 2014 | Gustavo Mota                            | Não incluso em álbum                         |
| "Sweet Lullaby"                       | 2014 | Alok                                    | Não incluso em álbum                         |
| "Crazy People" (Alok Remix)           | 2014 | Liquid Soul                             | Não incluso em álbum                         |
| "303" (Original Mix)                  | 2014 | Alok                                    | MZ Collection Vol. 2                         |
| "Lost" (Alok & Gabe Bootleg)          | 2014 | Alok & Gabe                             | Não incluso em álbum                         |
| "Truth, Peace, Love & Techno"         | 2015 | Alok                                    | Não incluso em álbum                         |
| "Closer to Heaven" (Alok Remix)       | 2015 | Astrix part. Michele Adamson            | Não incluso em álbum                         |
| "Da Funk"                             | 2015 | Alok                                    | Não incluso em álbum                         |
| "Dark"                                | 2015 | Alok vs. Cable Cat                      | Não incluso em álbum                         |
| "In Your Eyes" (Original Mix)         | 2015 | Alok & Dubdogz                          | Não incluso em álbum                         |
| "Don't Ya" (Original Mix)             | 2016 | Alok & Fractal System part. Bea Jourdan | Não incluso em álbum                         |
| "FKNG Beat"                           | 2016 | Alok & Kenshin                          | Não incluso em álbum                         |
| "Free" (Original Mix)                 | 2016 | Alok & Vinne                            | Colcci: Party All the Time                   |
| "Who Gives"                           | 2017 | Alok & Shapeless                        | Não incluso em álbum                         |
| "Rio" (Alok & KVSH Remix)             | 2017 | Netsky                                  | Não incluso em álbum                         |
| "Gotta Get a Grip" (Alok Remix)       | 2017 | Mick Jagger                             | Gotta Get a Grip - England Lost (Reimagined) |
| "Pelados em Santos"                   | 2017 | Mamonas Assassinas, Alok & Sevenn       | Não incluso em álbum                         |
| "Kids in Love" (Alok Remix)           | 2018 | Kygo part. The Night Game               | Kids in Love (Remixes)                       |
| "Piece of Your Heart" (Alok Remix)    | 2019 | Meduza part. Goodboys                   | Não incluso em álbum                         |
| "Tell Me Why" (VIP Mix)               | 2019 | Alok & Harrison                         | Não incluso em álbum                         |
| "Physical" (Alok Remix)               | 2020 | Dua Lipa                                | Não incluso em álbum                         |
| "Living in a Ghost Town" (Alok Remix) | 2020 | The Rolling Stones                      | Não incluso em álbum                         |
| "Party On My Own" (VIP Mix)           | 2020 | Alok & Vintage Culture                  | Não incluso em álbum                         |

## Videoclipes

### Como artista principal
| Título                                                  | Ano  | Diretor(es)                    |
| ------------------------------------------------------- | ---- | ------------------------------ |
| "Dark Beat"                                             | 2011 | Lucas Hamann                   |
| "São Paulo" (com participação de Yuri)                  | 2012 | Lucas Hamann                   |
| "We Are Underground"                                    | 2013 | Wagner Mazzega                 |
| "Mix Forever"                                           | 2016 | Álvaro Brasil, Tarcísio Duarte |
| "Hear Me Now" (com Bruno Matini e Zeeba)                | 2016 | Caio Amantini, Rapha Pamplona  |
| "Never Let Me Go" (com Bruno Matini e Zeeba)            | 2017 | Caio Amantini, Rapha Pamplona  |
| "Love Is a Temple" (com participação de Iro)            | 2017 | nenhum                         |
| "Big Jet Plane" (com Mathieu Koss)                      | 2017 | Caio Amantini, Rapha Pamplona  |
| "Ocean" (com Zeeba e Iro)                               | 2018 | Thiago Eva                     |
| "Toda La Noche" (com Mario Bautista)                    | 2018 | Broducers                      |
| "I Miss U" (com Mario Selva)                            | 2018 | nenhum                         |
| "Favela" (com Ina Wroldsen)                             | 2018 | Bill Kirstein                  |
| "Innocent" (com Yves V com participação de Gavin James) | 2018 | Ben Araújo, Guilherme Aranega  |
| "Pray" (com Conor Maynard)                              | 2018 | Mess Santos                    |

### Como artista convidado
| Título                                                               | Ano  | Diretor(es)                       |
| -------------------------------------------------------------------- | ---- | --------------------------------- |
| "Paga de Solteiro Feliz" (Simone & Simaria com participação de Alok) | 2018 | Bruno Duarte, Rodrigo Van Der Put |